# سعيد خورشيد
سعيد خورشيد (24 فبراير 1972 - 18 أكتوبر 2023)، هو طبيب عيون فلسطيني، حاصل على بكالوريوس طب العيون من الجامعة الأردنية عام 1996. عمل في مركز خورشيد للبصريات الذي تأسس منذ عام 1965. كما تشير بعض المصادر بأنَّ «عائلة خورشيد ساق الله أول من أدخل البصريات والنظارات إلى فلسطين».[بحاجة لمصدر]

## سيرته
سعيد محمد سعيد ساق الله (خورشيد) من سكان مدينة غزة، عمل هو وإخوته الأطباء عمر، وعميد، ومحمد بمجال البصريات بشركة خورشيد للبصريات، وهو أكبر مركز للبصريات في غزة. استشهد هو وزوجته وأطفاله وباقي أفراد عائلته جراء ضربة جوية إسرائيلية استهدفت منزلهم غرب مدينة غزة بتاريخ (18 أكتوبر 2023) خلال الحرب الفلسطينية الاسرائيلية. بعد استشهاد جميع الإخوة الأطباء وأفراد عائلاتهم لم يعد لدى شركة خورشيد للبصريات أي فردٍ لمواصلة إرث هذا المكان المعروف للجميع في غزة منذ سنواتٍ عديدة.